# Raisin River
Raisin River är ett vattendrag i Kanada.   Det ligger i provinsen Ontario, i den sydöstra delen av landet, 100 km öster om huvudstaden Ottawa.
Runt Raisin River är det glesbefolkat, med 9 invånare per kvadratkilometer.